# Andrena wollastoni
Espèce
Statut de conservation UICN

 LC  : Préoccupation mineure
Andrena wollastoni est une espèce d'abeilles sauvages qui est endémique des îles de Madère et des Canaries.

## Description
Andrena wollastoni est une andrène de couleur sombre, dont l'identification certaine nécessite une loupe binoculaire.
La femelle Andrena wollastoni ressemble à celle d’Andrena minutula mais s'en différencie par un métathorax plus terne et granuleux. Les stigmates sont plus grands et plus sombres. Elle peut également être confondue avec Andrena dourada, espèce présente à Porto Santo, dont elle se distingue par la couleur des poils situés dans l'espace malaire, c'est-à-dire la zone entre les yeux et les mandibules.

## Écologie
Présente à toute altitude dans l'archipel, cette espèce est bivoltine avec une génération entre janvier et mars et une seconde génération entre mai et juillet (mi-août en altitude).
Elle a une préférence pour les sites sableux, les milieux modifiés riches en plantes rudérales, les champs abandonnés, les pentes couvertes de buissons.
Les femelles collectent majoritairement le pollen sur des plantes endémiques et ont une préférence pour les astéracées : Argyranthemum frutescens, Agyranthemum pinnatifidum succulentum, Ageratina adenophora, Chrysanthemum segetum, Crepis vesicaria haenseleri, Leontodon taraxacoides, Sonchus oleraceus. Mâles et femelles fréquentent par ailleurs dix autres familles de plantes apiacées, Boraginacées, Brassicaceae, Euphorbiaceae, Geraniaceae (dont Geranium maderense) et Resedaceae.

## Étymologie
Son nom spécifique, wollastoni, lui a été donné en l'honneur de l'entomologiste britannique Thomas Vernon Wollaston (1822-1878) qui a collecté les femelles ayant servi à la description de l'espèce.

## Publication originale
- (en) Theodore Dru Alison Cockerell, « New Bees From the Madeira Islands (Hym.) », Proceedings of the Entomological Society of Washington, Washington, Entomological Society of Washington (d), vol. 24, no 1,‎ janvier 1922, p. 31-32 (ISSN 0013-8797 et 2378-6477, OCLC 630167895 et 1568029, lire en ligne).